# Kronenschlösschen

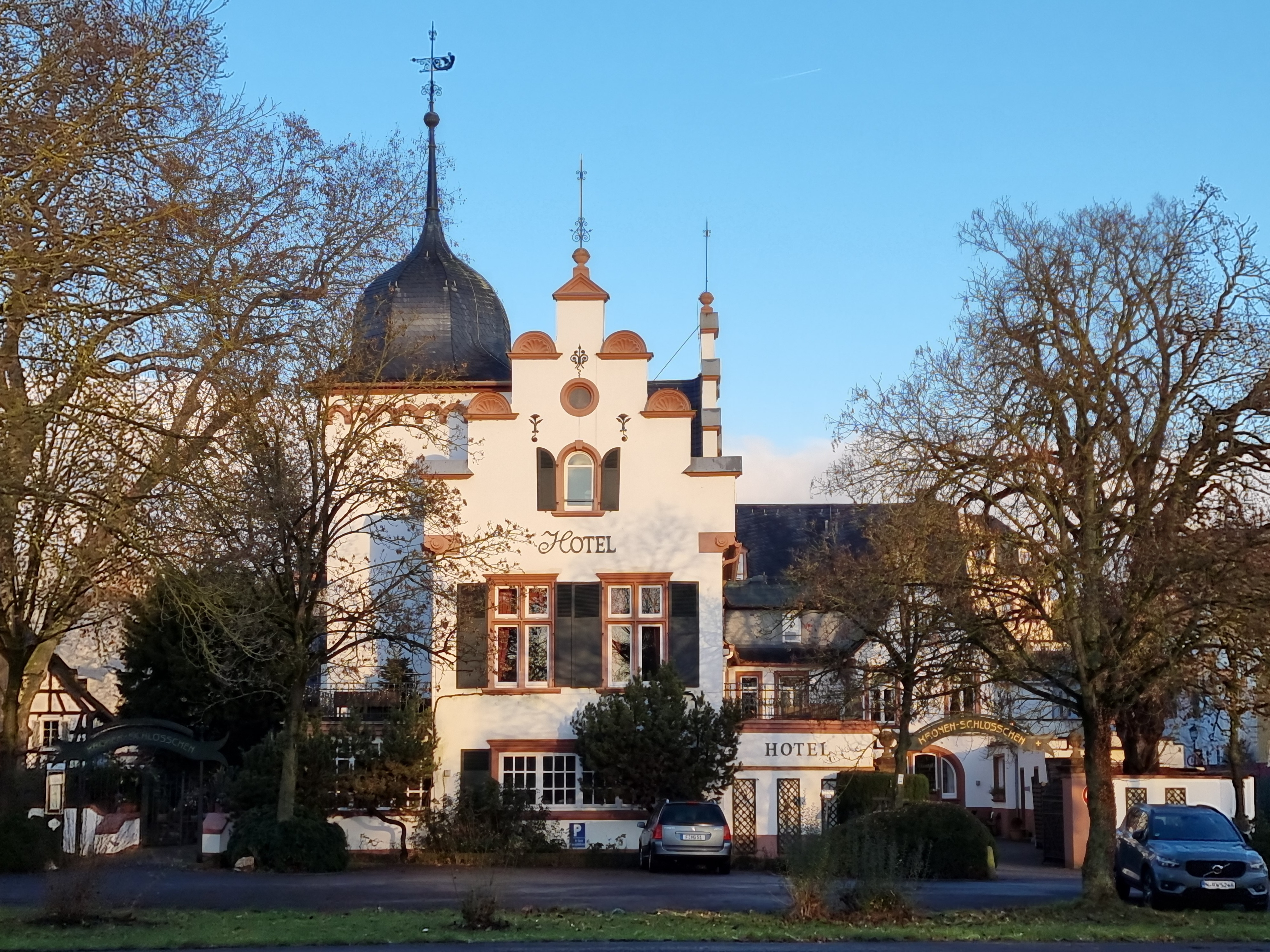
Das Kronenschlösschen (2025)

Das Kronenschlösschen ist ein Hotel und Restaurant in Hattenheim (Eltville am Rhein).

## Geschichte
Mitte des 19. Jahrhunderts wurde das Gebäude von einem Frankfurter Galeristen als Wohn- und Ausstellungshaus für seine Künstler errichtet. In den 1880er Jahren kaufte Balthasar Ress aus der Konkursmasse das Anwesen in der Rheinallee 1 und eröffnete 1894 das Hotel Ress, das 96 Jahre im Familienbesitz blieb. Zuletzt wurde jedoch zu wenig in die Instandhaltung investiert. 
Im Jahr 1990 kaufte Hans B. Ullrich das Anwesen, das baufällig und einsturzgefährdet war. Das Gebäude wurde zwei Jahre lang von Grund auf saniert. Die historische Substanz wurde erhalten, die Zimmer und Suiten wurden mit Komfort ausgestattet.
Seit 1992 wird das Haus unter dem Namen Kronenschlösschen als Landhotel mit gleichnamigem Restaurant geführt. Es liegt an der Bundesstraße 42.
Im Februar 2015 wurde das Hotel in die Vereinigung L’Art de Vivre Gourmet-Residenzen aufgenommen.

## Restaurant Kronenschlösschen
1990 wurde Franz Keller Küchenchef im Restaurant Kronenschlösschen, das im Guide Michelin mit einem Michelin-Stern ausgezeichnet wurde. 
Patrik Kimpel wurde 1993 sein Nachfolger. 2011 wurde das Restaurant Kronenschlösschen unter Kimpel erneut mit einem Stern ausgezeichnet. Im April 2013 wurde der vormalige Souschef Sebastian Lühr Küchenchef und konnte den Stern bis 2016 halten.

## Rheingau Gourmet & Wein Festival
Seit 1996 wird im Kronenschlösschen jährlich im März das Rheingau Gourmet & Wein Festival mit vielen Spitzenköchen gefeiert. So waren 2014
Köche mit insgesamt 51 Michelin-Sternen und 25 bedeutende Winzer vor Ort. In zwei Wochen wurden 50 verschiedene kulinarische Veranstaltungen angeboten.

## Verweise